# Primer ministro alterno de Israel
El Primer ministro alterno (en hebreo: ראש הממשלה החליפי‎, Rosh HaMemshela HaHalifi), es el miembro del gabinete designado para reemplazar al Primer Ministro de Israel en un gobierno de rotación. El puesto fue creado para resolver la crisis política israelí de 2019-2021. De acuerdo con la Ley del Gobierno israelí, la toma de posesión del gobierno incluye una fecha límite para que el primer ministro y el primer ministro alterno intercambien sus puestos. Los otros ministros del gobierno se dividen entre aquellos que están bajo la autoridad del primer ministro y los que están bajo el primer ministro alterno. El primer ministro no puede destituir a los ministros que dependen del primer ministro alterno sin su consentimiento.
El puesto está vacante desde noviembre de 2022.

## Lista de primeros ministros alternos
| N.º | Ministro | Ministro        | Partido Político | Gobierno | Inicio del término  | Término final          | Notas |
| --- | -------- | --------------- | ---------------- | -------- | ------------------- | ---------------------- | --- |
| 1   |          | Benny Gantz     | Azul y Blanco    | 35       | 17 de mayo de 2020  | 13 de junio de 2021    | Gantz fue designado primer ministro alterno en un gobierno de rotación con Benjamin Netanyahu. La coalición colapsó en diciembre de 2020 y fue reemplazada por un nuevo gobierno el 13 de junio de 2021. |
| 2   |          | Yair Lapid      | Yesh Atid        | 36       | 13 de junio de 2021 | 1 de julio de 2022     | Lapid fue primer ministro alterno en el gobierno de Naftali Bennett. |
| 3   |          | Naftalí Bennett | Yamina           | 36       | 1 de julio de 2022  | 6 de noviembre de 2022 | Bennett fue primer ministro alterno en el gobierno de Yair Lapid. |